# Festival Internacional de Cine de Cannes de 1971
La 24.ª edición del Festival Internacional de Cine de Cannes se desarrolló entre el 12 y el 27 de mayo de 1971. La Palma de Oro fue otorgada a El mensajero, de Joseph Losey.
El festival se abrió con Gimme Shelter, un documental sobre la banda de rock inglesa The Rolling Stones dirigida por David Maysles, Albert Maysles y Charlotte Zwerin, y fue clausurada con Les mariés de l'an II, de Jean-Paul Rappeneau. El festival rindió tributo a Charlie Chaplin y le honoró con el título de Comandante de la Orden Nacional de la Legión de Honor.

## Jurado

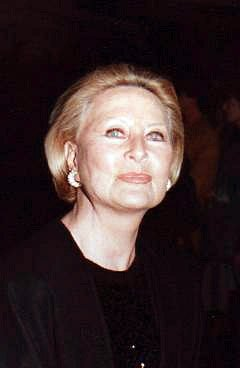
Michèle Morgan, presidenta del jurado

Las siguientes personas fueron nominadas para formar parte del jurado de la competición principal en la edición de 1971:
- Michèle Morgan (Francia) Presidenta
- Pierre Billard (Francia)
- Michael Birkett (Gran Bretaña)
- Anselmo Duarte (Brasil)
- István Gaál (Hungría)
- Sergio Leone (Italia)
- Aleksandar Petrović (Yugoslavia)
- Maurice Rheims (Francia)
- Erich Segal (EE. UU.)

Cortometrajes
- Véra Volmane (Francia) (periodista) Presidente
- Charles Duvanel (Suiza)
- Etienne Novella (Francia)

## Selección oficial
Las siguientes películas compitieron por el Grand Prix International du Festival:

### En competición – películas
- Apokal de Paul Anczykowski
- Per grazia ricevuta de Nino Manfredi
- Le Bateau sur l'herbe de Gérard Brach
- La califfa de Alberto Bevilacqua
- Muerte en Venecia de Luchino Visconti
- El último partido de Jack Nicholson
- Życie rodzinne de Krzysztof Zanussi
- Beg d'Aleksandr Alov y Vladimir Naumov
- The Go-Between de Joseph Losey
- Goya, historia de una soledad de Nino Quevedo
- Joe Hill de Bo Widerberg
- Johnny Got His Gun de Dalton Trumbo
- Loot de Silvio Narizzano
- Szerelem de Károly Makk
- Les mariés de l'an II de Jean-Paul Rappeneau
- Mira de Fons Rademakers
- Le souffle au cœur de Louis Malle
- The Panic in Needle Park de Jerry Schatzberg
- Pindorama de Arnaldo Jabor
- Raphaël ou le débauché de Michel Deville
- Sacco e Vanzetti de Giuliano Montaldo
- Animale bolnave de Nicolae Breban
- Yami no naka no chimimoryo de Kō Nakahira
- Taking Off de Miloš Forman
- Wake in Fright de Ted Kotcheff
- Walkabout de Nicolas Roeg

## Películas fuera de competición
- Le Chasseur de François Reichenbach
- La Maison sous les Arbres de René Clément
- Les amis de Gérard Blain
- Gimme Shelter de David Maysles, Albert Maysles, Charlotte Zwerin
- The Hellstrom Chronicle de Walon Green
- Narcissus de Peter Foldes
- Le feu sacré de Vladimir Forgency
- Troádes de Michael Cacoyannis

### Cortometrajes en competición
Los siguientes cortometrajes competían para la Palma de Oro al mejor cortometraje:
- Astronaut Coffee Break de Edward Casazza
- Centinelas del silencio de Robert Amram
- Fair Play de Bronislaw Zeman
- Hans Hartrung de Christian Ferlet
- I mari della mia frantasia de Ernesto G. Laura
- Jardin de Claude Champion
- La fin du jeu de Renaud Walter
- Le coeur renverse de Maurice Frydland
- Memorial de James Allen
- Mixed-Double de Bent Barfod
- Patchwork de Georges Schwizgebel, Claude Luyet, Daniel Suter, Manuel Otero, Gérald Poussin
- Paul Delvaux, ou les femmes défendues de Henri Storck
- Star Spangled Banner de Roger Flint
- Stuiter de Jan Oonk
- Une statuette de Carlos Vilardebo

## Secciones paralelas

### Semana Internacional de la Crítica
Las siguientes películas fueron elegidas para ser proyectadas en la Semana de la Crítica (10.º Semaine de la Critique):
- Breathing Together: Revolution of the Electric Family de Morley Markson (Canadá)
- Bronco Bullfrog de Barney Platts-Mills (Gran Bretaña)
- Expédition punitive de Magyar Dessö (Hungría)
- Ich liebe dich, ich töte dich de Uwe Brandner (RFA)
- Loving Memory de Tony Scott (Gran Bretaña)
- Le Moindre geste de Jean-Pierre Daniel, Fernand Deligny (Francia)
- Les Passagers de Annie Tresgot (Argelia)
- Question de vie de André Théberge (Canadá)
- Trash de Paul Morrissey (EE.UU.)
- Viva la muerte de Fernando Arrabal (Túnez, Francia)

### Quincena de Realizadores
Las siguientes películas fueron elegidas para ser proyectadas en la Quincena de Realizadores de 1971 (Quinzaine des Réalizateurs):
- A Fable de Al Freeman Jr. (EE.UU.)
- 'Er i bange? (doc.) de Henning Carlsen (Dinamarca)
- Badou Boy de Djibril Diop Mambety (Senegal)
- Bang Bang de Andréa Tonacci (Brasil)
- Vtáčkovia, siroty a blázni de Juraj Jakubisko (Francia, Checoslovaquia)
- Bröder Carl de Susan Sontag (Suecia)
- Gishiki de Nagisa Oshima (Japón)
- Cleopatra de Michel Auder (EE.UU.)
- Gāv de Dariush Mehrjui (Irán)
- Cuadecuc, vampir de Pere Portabella (España)
- Mais ne nous délivrez pas du mal de Joël Séria (Francia)
- Du Cote D'Orouet de Jacques Rozier (Francia)
- Dziura w ziemi d'Andrzej Kondratiuk (Polonia)
- Égi bárány de Miklós Jancsó (Hungría)
- Equinozio de Maurizio Ponzi (Italia)
- Fata Morgana de Werner Herzog (RFA)
- Faut aller parmi l'monde pour le savoir (doc.) de Fernand Dansereau (Canadá)
- Festival panafricain d'Alger 1969 (doc.) de William Klein (Algèria)
- La fin des Pyrénées de Jean-Pierre Lajournade (Francia)
- Quatre nuits d'un rêveur de Robert Bresson (Francia)
- Goin' Down the Road de Donald Shebib (Canadà)
- Como era gostoso o meu francês de Nelson Pereira Dos Santos (Brasil)
- Léa l'hiver de Marc Monnet (Francia)
- Lenz de George Moorse (RFA)
- Les maudits sauvages de Jean-Pierre Lefèbvre (Canadà)
- The Machine de A. Shermann, J. Rozenberg (Suiza)
- Le Maître du temps (doc.) de Jean-Daniel Pollet (Francia)
- Makin' It de Simon Hartog (Gran Bretaña)
- Mare's Tail de David Larcher (Gran Bretaña)
- Mathias Kneissl de Reinhard Hauff (RFA)
- México, la revolución congelada de Raymundo Gleyzer (Argentina)
- O Capitão Bandeira Contra o Dr. Moura Brasil (Moi, Schizo) de Antônio Calmon (Brasil)
- Ni vainqueurs, ni vaincus de A. Cabado, N. Spoliansky (Argentina)
- Os Deuses e os Mortos de Ruy Guerra (Brasil)
- The Past That Lives de Philo Bregstein (Països Baixos)
- Der plötzliche Reichtum der armen Leute von Kombach de Volker Schlöndorff (RFA)
- Prea mic pentru un razboi atît de mare de Radu Gabrea (Romania)
- Puntos suspensivos o Esperando a los bárbaros de Edgardo Cozarinsky (Argentina)
- La salamandre de Alain Tanner (Suiza – Francia)
- Seikozu de Kōji Wakamatsu (Japón)
- Staféta de András Kovács (Hungría)
- Los testigos de Charles Elsesser (Chile)
- THX 1138 de George Lucas (EE.UU.)
- Tokyo senso sengo hiwa de Nagisa Oshima (Japón)
- Umut de Yılmaz Güney (Turquía)
- Valparaiso, Valparaiso de Pascal Aubier (Francia)
- Voldtekt de Anja Breien (Noruega)
- Voto mas fusil de Helvio Soto (Chile)
- W.R. - Misterije organizma de Dušan Makavejev (Yugoslavia)
- Wanda de Barbara Loden (EE.UU.)

Cortometrajes
- Apotheosis de John Lennon, Yoko Ono (Gran Bretaña)
- Cannes, 70... de Jean-Paul Jaud (Francia)
- Essai à la mille de Jean-Claude Labrecque (Canadá)
- Estado de sitio de Jaime Chávarri (España)
- Grumes de Jean-Pierre Bonneau (Francia)
- Habitude de Dan Wolman (Israel)
- La belleza de Arturo Ripstein (México)
- La Pierre qui flotte de Jean-Jacques Andrien (Bélgica)
- Le Cri de Paul Dopff (Francia)
- Le Vampire de la Cinémathèque de Roland Lethem (Bélgica)
- Le voyage du Lieutenant Le Bihan de László Szabó (Francia)
- Les bulles du cardinal de Ody Roos (Luxemburgo)
- Meatdaze de Jeff Keen (Gran Bretaña)
- Mégalodrame de Alain Colas (Francia)
- Moment de Stephen Dwoskin (Gran Bretaña)
- Monangambeee de Sarah Maldoror (Angola)
- Mortem d'Adam Schmedes (Dinamarca)
- Okasareta hakui de Kōji Wakamatsu (Japón)
- Please Don't Stand On My Sunshine de Ned Mc Cann (Australia)
- R.S.V.P. de W. Pinkston, J. Mason V. (EE.UU.)
- Rosée Du Matin de Jean Dasque (Francia)
- Sex de David Avidan (Israel)
- Sur les traces de Baal de Abdellatif Ben Ammar (Túnez)
- Underground Again de Laure Guggenheim (Francia)
- Venceremos de Pedro Chaskel (Chile)
- Viva Cariri de Geraldo Sarno (Brasil)

## Palmarés

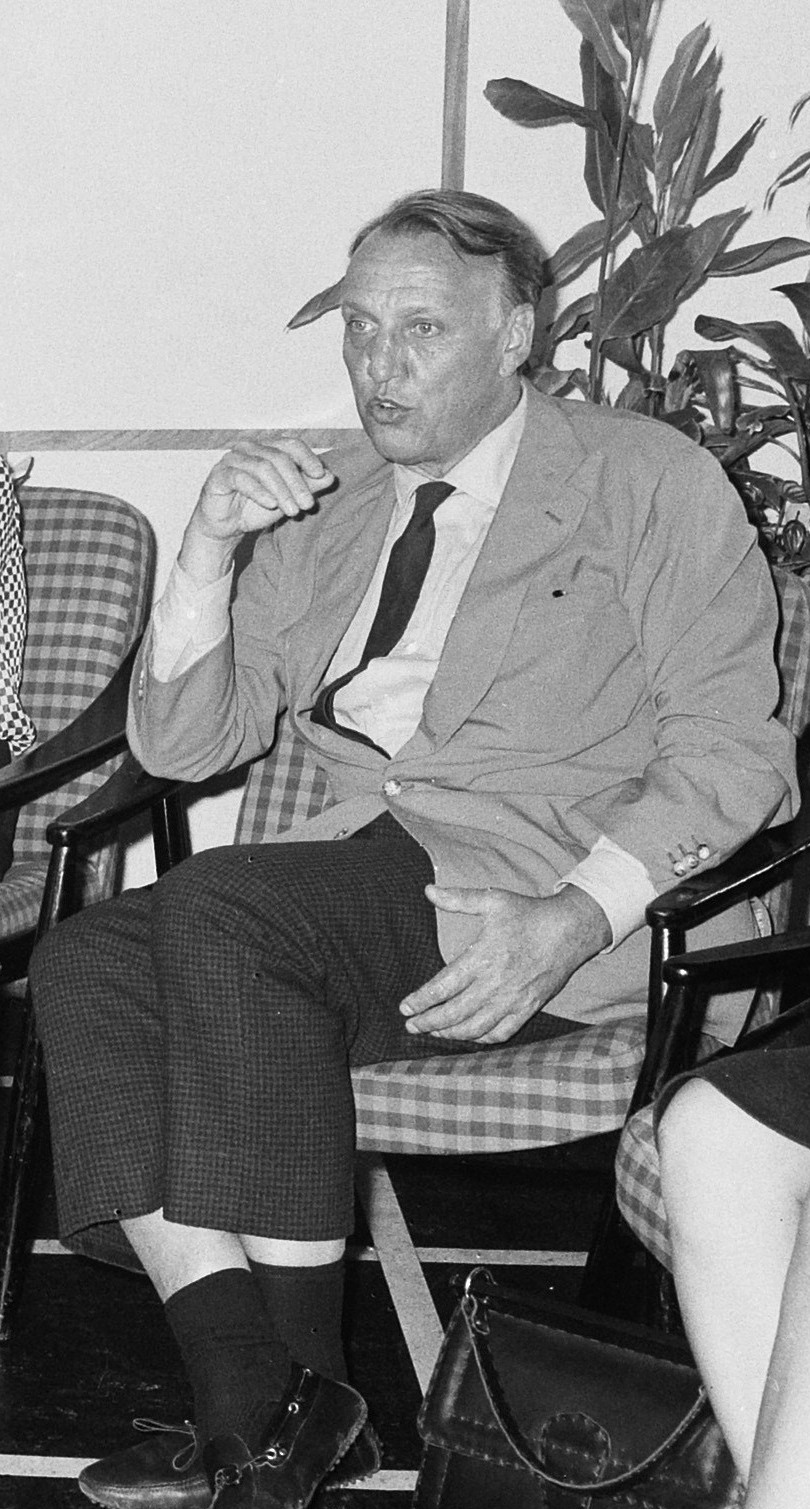
Joseph Losey, ganador del Grand Prix

Los galardonados en las secciones oficiales de 1971 fueron:
- Grand Prix du Festival International du Film: The Go-Between de Joseph Losey
- Gran Premio del Jurado: 
  - Johnny tomó su fusil de Dalton Trumbo
  - Quiero volar de Miloš Forman
- Premio a la interpretación masculina:Riccardo Cucciolla por Sacco e Vanzetti
- Premio a la interpretación femenina: Kitty Winn por The Panic in Needle Park
- Premio del Jurado: 
  - Joe Hill de Bo Widerberg
  - Szerelem de Károly Makk
- Mejor primer trabajo: Per grazia ricevuta de Nino Manfredi
- Premio del 25.º Aniversario: Muerte en Venecia de Luchino Visconti (también por el total de la obra)
- Palma de Oro al mejor cortometraje: Star Spangled Banner de Roger Flint
- Mención especial (o Premio del Jurado):
  - Stuiter de Jan Oonk
  - Une Statuette de Carlos Vilardebó

### Premios independentes
- Premios FIPRESCI[11]ː Johnny cogió su fusil de Dalton Trumbo
- Gran Premio Técnico: The Hellstrom Chronicle de Walon Green

Premi OCIC
- Szerelem de Károly Makk

Otro premios
- Mención especial: Lili Darvas y Mari Törőcsik, actrices en Szerelem

## Ceremonias
- Datos: Q897539